# ترن ترن، پاکستان
ترن ترن (به انگلیسی: Taran Taran) یک روستا در پاکستان است که در پنجاب واقع شده‌است. ترن ترن ۱۶۹ متر بالاتر از سطح دریا واقع شده‌است.